# Geoff Wylie
Geoff Wylie (Belfast, 23 september 1966) is een Brits dartspeler uit Noord-Ierland. Zijn bijnaam luidt Coyote.
In 1996 speelde hij op de WK van de BDO. In de eerste ronde won hij van Roy Carter uit de Verenigde Staten met 3-1. In de tweede ronde verloor hij van Martin Adams uit Engeland met 2-3. In 1997 speelde hij in de eerste ronde tegen Andy Smith uit Engeland. Geoff won met 3-2. In de tweede ronde verloor hij van Steve Beaton uit Engeland met 0-3. In 1998 verloor hij in de eerste ronde van Chris Mason uit Engeland met 1-3. In 1996 won hij de England Open finale van Raymond van Barneveld met 2-1. Ook won Wylie drie keer de Northern Ireland Open. In 1995, 1998 en 2001.
In 2006 speelde hij op het WK van de PDC. In de eerste ronde verloor hij van Denis Ovens uit Engeland met 1-3.

## Resultaten op Wereldkampioenschappen

### BDO
- 1996: Laatste 16 (verloren van Martin Adams met 2-3)
- 1997: Laatste 16 (verloren van Steve Beaton met 0-3)
- 1998: Laatste 32 (verloren van Chris Mason met 1-3)

### WDF
- 1991: Laatste 64 (verloren van Tony Payne met 2-4)
- 1993: Laatste 32 (verloren van Gerald Porter met 2-4)
- 1997: Kwartfinale (verloren van Marshall James met 0-4)
- 1999: Laatste 128 (verloren van Loris Polese met 0-4)
- 2001: Laatste 64 (verloren van Peter Johnstone met 1-4)

### PDC
- 2006: Laatste 64 (verloren van Denis Ovens met 1-3)